# COX6A1
COX6A1 (англ. Cytochrome c oxidase subunit 6A1) – білок, який кодується однойменним геном, розташованим у людей на короткому плечі 12-ї хромосоми. Довжина поліпептидного ланцюга білка становить 109 амінокислот, а молекулярна маса — 12 155.
| 10         |  | 20         |  | 30         |  | 40         |  | 50         |
| ---------- |  | ---------- |  | ---------- |  | ---------- |  | ---------- |
| MAVVGVSSVS |  | RLLGRSRPQL |  | GRPMSSGAHG |  | EEGSARMWKT |  | LTFFVALPGV |
| AVSMLNVYLK |  | SHHGEHERPE |  | FIAYPHLRIR |  | TKPFPWGDGN |  | HTLFHNPHVN |
| PLPTGYEDE  |  |            |  |            |  |            |  |            |

A: Аланін

D: Аспарагінова кислота

E: Глутамінова кислота

F: Фенілаланін

G: Гліцин

H: Гістидин

I: Ізолейцин

K: Лізин

L: Лейцин

M: Метіонін

N: Аспарагін

P: Пролін

Q: Глутамін

R: Аргінін

S: Серин

T: Треонін

V: Валін

W: Триптофан

Локалізований у мембрані, мітохондрії, внутрішній мембрані мітохондрії.